# مطار أورومتشي ديوبو الدولي
مطار أورومتشي ديوبو الدولي (إياتا: URC، إيكاو: ZWWW) يقع في مدينة اورومتشي في جمهورية الصين الشعبية. يقع في بلدة ديوبو في منطقة شينشي، على بعد 16 كم (9.9 ميل) شمال غرب وسط مدينة أورومتشي. مركزًا لخطوط جنوب الصين الجوية ومركزلخطوط هاينان الجوية، تعامل المطار مع 2,3027,788 مسافرًا في عام 2018، مما جعله المطار التاسع عشر الأكثر ازدحامًا في الصين من حيث حركة المسافرين.
صنف مطار أورومتشي الدولي في المرتبة السابعة عشر في الصين من حيث عدد الركاب عام 2011 وفقًا لإدارة الطيران المدني في الصين، حيث تعامل مع 11,078,597 راكب، وبلغ إجمالي حركة الطائرات (القادمة والمغادرة) 97,801 طائرة وقد بلغت كمية البضائع المنقولة عبر المطار 107,581 طن.

## شركات الطيران والوجهات

### الركاب
| شركـات طيـران                  | الوجهات |
| ------------------------------ | --- |
| 9 Air                          | مطار آلتاي، مطار قوانغتشو باييون الدولي، مطار شينينغ الدولي، مطار تشونغوي شابوتو |
| طيران الصين                    | مطار اكسو، مطار بكين العاصمة الدولي، مطار تشنغدو شوانغليو الدولي، مطار تشنغدو تيانفو الدولي، مطار تشونغتشينغ جيانغبى الدولي، مطار قوانغتشو باييون الدولي، مطار هانغتشو شياوشان الدولي، مطار خوتان، مطار كاشغر الدولي، مطار شانغهاي بودنغ الدولي، مطار تيانجين الدولي، مطار ووهان تيانهي الدولي، مطار شينينغ الدولي، مطار ينينغ، مطار يونتشنغ قوانقونغ الحج: مطار الملك عبد العزيز الدولي، مطار الأمير محمد بن عبد العزيز الدولي |
| طيران أستانا                   | مطار آستانا الدولي (متوقفة) |
| الخطوط الجوية الأفغانية آريانا | موسمي: مطار كابل الدولي |
| خطوط العاصمة بكين الجوية       | مطار بكين داشينغ الدولي، مطار هانغتشو شياوشان الدولي، مطار شيجياتشوانغ تشنغدينغ الدولي، مطار شيامن قاوتشي الدولي، مطار تشنغتشو الدولي |
| خطوط شرق الصين الجوية          | مطار بكين داشينغ الدولي، مطار قوانغتشو باييون الدولي، مطار هانغتشو شياوشان الدولي، مطار حيفي شينكياو الدولي، مطار كاشغر الدولي، مطار كونمينغ جانغشوي الدولي، مطار نانجينغ الدولي، مطار نينغبو ليش الدولي، مطار شانغهاي هونغكياو الدولي، مطار شانغهاي بودنغ الدولي، مطار شيهيان ودانغشان، مطار تاييوان وسو الدولي، مطار ووهان تيانهي الدولي، مطار سنن شوفانغ الدولي، مطار شيان شيانيانغ الدولي |
| خطوط جنوب الصين الجوية         | مطار اكسو، مطار ألماتي الدولي، مطار آلتاي، Aral، مطار عشق آباد الدولي، مطار آستانا الدولي، مطار حيدر علييف الدولي، مطار سوفارنابومي الدولي، مطار باوتو دونغي، Bazhong، مطار بكين داشينغ الدولي، مطار مناس الدولي، مطار بولي ألاشهانكو، مطار تشانغتشون الدولي، مطار تشانغشا هوانغوا الدولي، مطار تشنغدو شوانغليو الدولي، مطار تشونغتشينغ جيانغبى الدولي، مطار داليان تشوشويزي الدولي، مطار دبي الدولي، مطار دوشنبه الدولي، مطار فويون، مطار فوتشو تشانغله الدولي، مطار قوانغتشو باييون الدولي، مطار قوييانغ لونغدونغابو الدولي، مطار هايكو ميلان الدولي، مطار هانغتشو شياوشان الدولي، مطار حيفي شينكياو الدولي، مطار هوهوت بايتا الدولي، مطار هونغ كونغ الدولي (تبدأ في 16 يوليو2023)، مطار خوتان، مطار هويزهو بينجتان، مطار إسلام آباد الدولي، مطار جينان الدولي، مطار كاناس، مطار كاراماي، مطار كاشغر الدولي، Khujand، مطار كورلا، مطار كونمينغ جانغشوي الدولي، مطار كوغا كويشي، مطار علامه إقبال الدولي، مطار لانتشو تشونغ تشوان، مطار ميانيانغ نانيجو، مطار شيريميتييفو الدولي، مطار نانتشانغ تشانغبى الدولي، مطار نانشونغ غاوبينغ، مطار نانجينغ الدولي، مطار نانينغ وشو الدولي، مطار نانيانغ جيانغ يينغ، مطار نوفوسيبيرسك، Qiemo، مطار غينغادو جياودونغ الدولي، مطار روغيانغ لولان، مطار بولكوفو، مطار سانيا فينيكس الدولي، مطار شياجي، مطار شانغهاي هونغكياو الدولي، مطار شانغهاي بودنغ الدولي، مطار شنيانغ تاوكسيان الدولي، مطار شينزين باوان الدولي، مطار شيجياتشوانغ تشنغدينغ الدولي، مطار تاشيهينغ، مطار تايوان تاويوان الدولي، مطار تاييوان وسو الدولي، مطار طشقند الدولي، Tashkurgan، مطار تبليسي الدولي، مطار الإمام الخميني الدولي، مطار تيانجين الدولي، مطار تومتشوك، مطار فيينا الدولي، مطار ونزهو يونجقيانج الدولي، مطار ووهان تيانهي الدولي، مطار شيامن قاوتشي الدولي، مطار شيان شيانيانغ الدولي، مطار شينينغ الدولي، مطار سوزهو جوانين، مطار ينتشوان هيدونج الدولي، مطار ينينغ، مطار ييوو، Yutian، Zhaosu، مطار تشنغتشو الدولي، مطار تشوهاى جينوان |
| Chongqing Airlines             | مطار تشونغتشينغ جيانغبى الدولي |
| طيران جي إكس                   | مطار ييتشانغ سانشيا |
| خطوط هاينان الجوية             | مطار بكين العاصمة الدولي، مطار تشانغشا هوانغوا الدولي، مطار تشنغدو شوانغليو الدولي، مطار تشنغدو تيانفو الدولي، مطار تشونغتشينغ جيانغبى الدولي، مطار قوانغتشو باييون الدولي، مطار هايكو ميلان الدولي، مطار هانغتشو شياوشان الدولي، مطار هوهوت بايتا الدولي، مطار جينان الدولي، مطار كاشغر الدولي، مطار كوغا كويشي، مطار لانتشو تشونغ تشوان، مطار نانجينغ الدولي، مطار سانيا فينيكس الدولي، مطار شانغهاي هونغكياو الدولي، مطار شنيانغ تاوكسيان الدولي، مطار شينزين باوان الدولي، مطار تاييوان وسو الدولي، مطار ونزهو يونجقيانج الدولي، مطار ووهان تيانهي الدولي، مطار شيامن قاوتشي الدولي، مطار شيان شيانيانغ الدولي، مطار ييتشانغ سانشيا، مطار تشنغتشو الدولي، مطار تشوهاى جينوان |
| Hebei Airlines                 | مطار شيجياتشوانغ تشنغدينغ الدولي |
| Jiangxi Air                    | مطار نانتشانغ تشانغبى الدولي، مطار شيان شيانيانغ الدولي |
| خطوط جونياو الجوية             | مطار شانغهاي هونغكياو الدولي، مطار شانغهاي بودنغ الدولي |
| كوريا للطيران                  | موسمي: مطار إنتشون الدولي |
| ليون إير                       | عارض: مطار نغوراه راي الدولي |
| طيران لونج                     | مطار هانغتشو شياوشان الدولي، مطار شانغهاي بودنغ الدولي، مطار ينتشوان هيدونج الدولي |
| خطوط لاكي الجوية               | مطار تشنغدو تيانفو الدولي، مطار كاشغر الدولي، مطار كونمينغ جانغشوي الدولي، مطار لانتشو تشونغ تشوان، مطار نغاري غونشا |
| خطوط طيران أوكاي               | مطار تشانغشا هوانغوا الدولي، مطار شيان شيانيانغ الدولي |
| Qingdao Airlines               | مطار لانتشو تشونغ تشوان، مطار نانيانغ جيانغ يينغ، مطار غينغادو جياودونغ الدولي |
| خطوط إس سفن                    | مطار دوموديدوفو الدولي، مطار نوفوسيبيرسك |
| خطوط شاندونغ الجوية            | مطار اكسو، مطار سوفارنابومي الدولي، مطار فوتشو تشانغله الدولي، مطار هانغتشو شياوشان الدولي، مطار خوتان، مطار جينان الدولي، مطار كاشغر الدولي، مطار كونمينغ جانغشوي الدولي، مطار لانتشو تشونغ تشوان، مطار نانجينغ الدولي، مطار كانساي الدولي، مطار غينغادو جياودونغ الدولي، مطار شيجياتشوانغ تشنغدينغ الدولي، مطار تاييوان وسو الدولي، مطار شيامن قاوتشي الدولي، مطار يانتاي بينجلاي الدولي، مطار ينتشوان هيدونج الدولي |
| خطوط شانغهاي الجوية            | مطار خوتان، مطار لانتشو تشونغ تشوان، مطار شانغهاي هونغكياو الدولي، مطار شانغهاي بودنغ الدولي، مطار تشنغتشو الدولي |
| خطوط شينزين الجوية             | مطار كورلا، مطار لانتشو تشونغ تشوان، مطار شينزين باوان الدولي |
| خطوط سيتشوان الجوية            | مطار فوتشنغ بيهاي، مطار بكين العاصمة الدولي، مطار تشنغدو شوانغليو الدولي، مطار تشنغدو تيانفو الدولي، مطار تشونغتشينغ جيانغبى الدولي، مطار غوانغيون بانلونغ، مطار هانغتشو شياوشان الدولي، مطار جييانغ شاوشان، مطار كاشغر الدولي، مطار كونمينغ جانغشوي الدولي، مطار لانتشو تشونغ تشوان، مطار لاسا الدولي، مطار لوئهو يونلونغ، مطار ميانيانغ نانيجو، مطار نانينغ وشو الدولي، مطار جينجيانغ تشيوانتشو، مطار سانيا فينيكس الدولي، مطار سيدني، مطار شيان شيانيانغ الدولي، مطار شينينغ الدولي، مطار يبين واليانجي، مطار تشنغتشو الدولي، مطار تشونغوي شابوتو |
| Somon Air                      | مطار دوشنبه الدولي (متوقفة) |
| سبرينغ (شركة طيران)            | مطار لانتشو تشونغ تشوان، مطار لويانغ الدولي، مطار نينغبو ليش الدولي، مطار شانغهاي هونغكياو الدولي، مطار شيجياتشوانغ تشنغدينغ الدولي، مطار شيان شيانيانغ الدولي، مطار يانغزهو تايزهو |
| خطوط سوبارنا الجوية            | مطار جينان الدولي، مطار ينينغ |
| خطوط تيانجين الجوية            | مطار اكسو، مطار آلتاي، مطار بكين داشينغ الدولي، مطار بولي ألاشهانكو، مطار تشانغتشون الدولي، مطار تشانغشا هوانغوا الدولي، مطار تشونغتشينغ جيانغبى الدولي، مطار داتونغ يونغانغ، مطار هايكو ميلان الدولي، مطار هامي، مطار هانغتشو شياوشان الدولي، مطار خوتان، مطار كاشغر الدولي، مطار كورلا، مطار كوغا كويشي، مطار نالاتي، مطار غينغادو جياودونغ الدولي، مطار سانيا فينيكس الدولي، مطار شياجي، مطار تاشيهينغ، مطار تيانجين الدولي، مطار ووهان تيانهي الدولي، Wuhu، مطار شيان شيانيانغ الدولي، مطار ينينغ، Zhanjiang، مطار تشنغتشو الدولي |
| أورومتشي للطيران               | مطار سوفارنابومي الدولي، مطار تشانغشا هوانغوا الدولي، مطار تشنغدو شوانغليو الدولي، مطار فوتشو تشانغله الدولي، مطار هايكو ميلان الدولي، مطار هونغ كونغ الدولي، مطار خوتان، Irkutsk، مطار جينان الدولي، مطار كاناس، مطار كاراماي، مطار كاشغر الدولي، مطار لانتشو تشونغ تشوان، Lianyungang، مطار لونغنان جينتشيو، مطار ميانيانغ نانيجو، مطار نانشونغ غاوبينغ، مطار نانجينغ الدولي، مطار غينغادو جياودونغ الدولي، مطار غيونغهاي بواو، مطار شيهيزي، مطار وانتشو وتشياو، مطار ونزهو يونجقيانج الدولي، مطار ووهان تيانهي الدولي، مطار شيان شيانيانغ الدولي، مطار نانيانغ يانتشنغ، مطار ينينغ، مطار يولين يو يانغ، Yutian، مطار تشنغتشو الدولي |
| الخطوط الجوية الأوزبكستانية    | مطار طشقند الدولي |
| West Air ‏                      | مطار تشونغتشينغ جيانغبى الدولي، مطار تشنغتشو الدولي |
| خطوط زيامن الجوية              | مطار بكين داشينغ الدولي، مطار تشانغشا هوانغوا الدولي، مطار فوتشو تشانغله الدولي، مطار هانغتشو شياوشان الدولي، مطار هوايان ليانشوي، مطار جينان الدولي، مطار جينجيانغ تشيوانتشو، مطار تيانجين الدولي، مطار شيامن قاوتشي الدولي، مطار ينتشوان هيدونج الدولي، مطار تشنغتشو الدولي |

### الشحن
| شركـات طيـران               | الوجهات                     |
| --------------------------- | --------------------------- |
| خطوط تي أن تي الجوية        | مطار لييج                   |
| الخطوط الجوية الإثيوبية     | مطار أديس أبابا بولي الدولي |
| Silk Way Airlines           | مطار حيدر علييف الدولي      |
| طيران تركمانستان            | مطار عشق آباد الدولي        |
| الخطوط الجوية الأوزبكستانية | Ostrava                     |
| YTO Cargo Airlines          | مطار إسلام آباد الدولي      |